# Magnolia siamensis
Magnolia siamensis är en magnoliaväxtart som först beskrevs av James Edgar Dandy, och fick sitt nu gällande namn av Hsüan Keng. Magnolia siamensis ingår i släktet Magnolia och familjen magnoliaväxter. Inga underarter finns listade.